# El Guamúchil, Durango
El Guamúchil är en ort i Mexiko.   Den ligger i kommunen Santiago Papasquiaro och delstaten Durango, i den centrala delen av landet, 1 000 km nordväst om huvudstaden Mexico City. El Guamúchil ligger 735 meter över havet och antalet invånare är 246.
Terrängen runt El Guamúchil är bergig åt nordväst, men åt sydost är den kuperad. Runt El Guamúchil är det mycket glesbefolkat, med 6 invånare per kvadratkilometer. Närmaste större samhälle är La Presa, 16,3 km sydost om El Guamúchil. I omgivningarna runt El Guamúchil växer huvudsakligen savannskog.